# Hakea dactyloides
Espèce
Classification phylogénétique
Hakea adactyloides est une espèce de plantes à fleurs de la famille des Proteaceae. C'est un arbrisseau du genre Hakea originaire des zones forestières des régions côtières du sud-est de l'Australie (du sud du Queensland au nord du Victoria).
Elle mesure de 1 à 3 m de haut. Elle a des fleurs blanches ou rose pâle disposées en grappes axillaires et qui apparaissent du printemps au début de l'été. Le fruit est une capsule ligneuse d'environ 2 à 3 cm de long contenant deux graines ailées. Les feuilles lancéolées font jusqu'à 10 cm de long sur 15 à 20 mm de large.

## Sources
- http://anpsa.org.au/h-dac.html
- http://plantnet.rbgsyd.nsw.gov.au/cgi-bin/NSWfl.pl?page=nswfl&lvl=sp&name=Hakea~dactyloides